# Hirotsu Bio Science
Hirotsu Bio Science Inc. (japanska: HIROTSUバイオサイエンス?) är ett japanskt bioteknikföretag.
Hirotsu Bio Science grundades 2016 av Takaaki Hirotsu på basis av dennes forskning om rundmasken C. elegans luktsinne på Kyushus universitet. Takaaki Hirotsu har sedan 2000-talet forskat om luktreceptorer hos C. elegans och maskens möjlighet att luktmässigt känna skillnaden mellan mänskliga cancerceller och friska celler i urin.
Företaget utvecklar det biologiska cancertestet "N-Nose", baserat på levande C. elegans-maskar.
Hirotsu Bio Science ingick i februari 2021 avtal med japanska Yokogawa Electric Corporation om samarbete för att expandera testverksamheten.